# Summerhill Market
Summerhill Market est une chaîne canadienne d’épiceries familiale et indépendante, dont le siège est situé à Toronto (Ontario). L’entreprise a été fondée en 1954 par Frank McMullen,,.

## Historique
L’histoire de Summerhill Market débute en 1954, dans le quartier de Rosedale à Toronto, où Frank McMullen ouvre une épicerie de quartier. En 1982, le magasin est agrandi. Puis en 1992, un nouveau bâtiment est construit sur la même rue, avant de doubler de superficie en 2001.
En 2011, Summerhill Market se développe avec le rachat de Sherwood Market, une autre épicerie de quartier,. En 2017, l’entreprise investit dans la création d’un laboratoire culinaire dédié, afin de structurer et développer sa production alimentaire interne.
En 2019, un troisième point de vente ouvre ses portes dans le quartier de l’Annex, au 1014 Bathurst Street. En 2021, Summerhill inaugure son plus grand magasin à ce jour, au 484 Eglinton Avenue West, dans le quartier de Forest Hill.
En 2022, un nouveau magasin est ouvert à Aurora, au 32 Wellington Street West, suivi en 2023 par une ouverture sur Dundas Street West à Toronto (3609 Dundas Street),.

## Points de vente
En 2025, Summerhill Market exploite six magasins dans la région du Grand Toronto : Rosedale, Sherwood, Annex, Eglinton, Aurora et Dundas. Le magasin de Rosedale est le plus vaste avec environ 880 m² (9500 sq ft). Celui d’Eglinton, actuellement de 670 m² (7200 sq ft), est en cours d’agrandissement de 335 m² supplémentaires (3600 sq ft),.
Le siège social se trouve au 446 Summerhill Avenue, Toronto, à l’emplacement du magasin d’origine,,.

## Note
1. 1 2  (en) « A breakdown of Toronto-based grocery delivery services », sur Toronto Life, 8 janvier 2021 (consulté le 24 juillet 2025)
2. ↑  (en) Taylor Newlands, « What's in store: Summerhill Market », sur Foodism CA, 18 juin 2019 (consulté le 24 juillet 2025)
3. ↑  « Summerhill Market opens Aurora store », sur Aurora Banner, 12 août 2022 (consulté le 24 juillet 2025)
4. ↑  (en-US) CanadianSME, « Summerhill Market: Elevating Everyday Shopping with Gourmet Excellence - CanadianSME Small Business Magazine », sur canadiansme.ca, 15 avril 2025 (consulté le 24 juillet 2025)
5. ↑  (en-US) Grocery Business, « DCI Business Summit Star Awards celebrates independent grocers », sur Grocery Business Magazine, 26 juin 2019 (consulté le 24 juillet 2025)
6. ↑  (en) « Canadian Grocer June/July 2024 », sur Issuu, 10 juillet 2024 (consulté le 24 juillet 2025)
7. 1 2  « The Best Grocery Stores in Toronto | TasteToronto », sur The Best Grocery Stores in Toronto | TasteToronto (consulté le 24 juillet 2025)
8. ↑  « A turn at Summerhill », sur Country Guide, 10 août 2023 (consulté le 24 juillet 2025)
9. ↑  (en-US) Nancy Kwon, « IGYA 2022 Winners Announced », sur CFIG :: Canadian Federation of Independent Grocers, 27 octobre 2022 (consulté le 24 juillet 2025)
10. ↑  « Summerhill Market Opens New Grocery Store in Toronto’s Forest Hill », sur Retail Insider, 17 septembre 2021 (consulté le 24 juillet 2025)
11. ↑  (en-US) Jessica Finch, « Summerhill Market Expands Unique Grocery Concept with 3rd Store and Plans for a 4th [Photos] », sur Retail Insider, 3 décembre 2019 (consulté le 24 juillet 2025)
12. ↑  (en) Rosalind Stefanac, « Why Summerhill Market is still thriving after 70 years in the grocery business », sur Canadian Grocer (consulté le 24 juillet 2025)
13. ↑  « Summerhill Market is opening a new location in Toronto | TasteToronto », sur Summerhill Market is opening a new location in Toronto | TasteToronto (consulté le 24 juillet 2025)
14. ↑  « Summerhill Market just opened a new location in Toronto », sur BlogTO, 20 juin 2023 (consulté le 24 juillet 2025)